# Галина Балмош
Галина Балмош (нар. 24 лютого 1961, с. Плешені, Кантемірський район) — юристка і політикиня з Республіки Молдова, нині є депутатом парламенту Республіки Молдова.

## Життєпис
Галина Балмош народилася 24 лютого 1961 року в селі Плешені Кантемирського району. Закінчила філологічний факультет Державного університету Молдови, юридичний факультет того ж закладу за спеціальністю економічне право, а потім факультет державного та муніципального державного управління в Академії державного управління при Президентові Республіки Молдова.
Після закінчення факультету працювала вчителем румунської мови в середній школі № 2, потім у теоретичній середній школі «Іон Ватаману» в місті Стрешені. Потім вона працює службовицею у мерії міста Стрешень, де по черзі виконує функції спеціалістки зі зв'язків з громадськістю, юристки мерії та секретарки районної ради Стрешень. Вона є членом Жіночого союзу Молдови, проходить підготовку в різних видах діяльності з просування прав жінок у республіці.
У 2005 році Галина Балмош була обрана депутаткою парламенту за списками Комуністичної партії Республіки Молдова (ПКРМ). На цій посаді вона була призначена секретаркою правового комітету ВРУ з питань призначень та недоторканності.
Указом Президента Республіки Молдова № 950-IV від 22 січня 2007 року Галина Балмош призначена міністеркою соціального захисту, сім'ї та дітей. Зберегла посаду міністра в новому уряді, сформованому Зінаїдою Гречаний 31 березня 2008 року.